# Tamara Sokołowa
Tamara Aleksandrowna Sokołowa, ros. Тамара Александровна Соколова (ur. w 1892 r., Radom - 1973) – rosyjska emigracyjna poetka i publicystka.
Podczas rosyjskiej wojny domowej przybyła do Polski. Zamieszkała w Wilnie. Pisała wiersze, które były publikowane w miejscowej prasie rosyjskiej, a także lwowskim czasopiśmie kobiecym „Oczag”. Działała w sekcji literacko-artystycznej Wileńskiego Stowarzyszenia Rosyjskiego. Od 1922 r. kierowała biblioteką Stowarzyszenia. Pod koniec października 1940 r. została aresztowana przez NKWD. Osadzono ją w więzieniu w Wilnie. Po procesie skazano ją w marcu 1941 r. na karę śmierci, zamienioną na karę 10 lat łagrów. Odbywała ją w obozie na Workucie. Od grudnia 1950 r. przebywała na zsyłce w obwodzie nowosybirskim, we wsi Ust-Tarka. W 1957 roku na zaproszenie swojej przyjaciółki Ekateriny Konstantinowej Żelezowskiej (1894-1978) przeprowadziła się na Białoruś do miasta Radoszkowicze. Pracowała jako nauczyciel gry na fortepianie w szkole muzycznej. Później mieszkała w Lidzie.
Zmarła w 1973 roku. Została pochowana w mieście Radoszkowicze.